# Lealman
Lealman es un lugar designado por el censo ubicado en el condado de Pinellas en el estado estadounidense de Florida. En el Censo de 2010 tenía una población de 19.879 habitantes y una densidad poblacional de 1.884,44 personas por km².

## Geografía
Lealman se encuentra ubicado en las coordenadas 27°49′11″N 82°41′5″O / 27.81972, -82.68472. Según la Oficina del Censo de los Estados Unidos, Lealman tiene una superficie total de 10.55 km², de la cual 10.38 km² corresponden a tierra firme y (1.64%) 0.17 km² es agua.

## Demografía
Según el censo de 2010, había 19.879 personas residiendo en Lealman. La densidad de población era de 1.884,44 hab./km². De los 19.879 habitantes, Lealman estaba compuesto por el 78.56% blancos, el 8.47% eran afroamericanos, el 0.53% eran amerindios, el 6.93% eran asiáticos, el 0.09% eran isleños del Pacífico, el 2.61% eran de otras razas y el 2.82% pertenecían a dos o más razas. Del total de la población el 9.54% eran hispanos o latinos de cualquier raza.